# Aesopus benitoensis
Aesopus benitoensis is een slakkensoort uit de familie van de Columbellidae. De wetenschappelijke naam van de soort is voor het eerst geldig gepubliceerd in 2019 door deMaintenon.